# Jean Epstein
Jean Epstein (Varsovia, 25 de marzo de 1897-París, 3 de abril de 1953) fue un teórico y director de cine francés de origen polaco.

## Trayectoria
El padre de Epstein era judío francés y su madre, polaca. Tras la muerte del padre en 1908, cuando tenía once años, la familia se trasladó a Suiza. Allí permaneció el joven Epstein hasta iniciar sus estudios en una escuela de medicina de la Universidad de Lyon (Francia). Por otro lado, ya en Lyon, Epstein fue secretario y traductor de un gran fundador del cine, Auguste Lumière.
Las críticas de Epstein sobre el nuevo arte aparecieron en el periódico modernista L'Esprit Nouveau.
Comenzó dirigiendo sus propias películas en 1922 con Pasteur, seguida de otros dos filmes, L'Auberge rouge y Coeur fidèle, ambos de 1923. 
Más adelante, el futuro director de cine Luis Buñuel trabajó para Epstein como director asistente en Mauprat (1926) y El hundimiento de la casa Usher (La Chute de la maison Usher, 1928) en la que únicamente participó durante el rodaje de los interiores. Parece claro que esta experiencia pesó, para bien, en Un perro andaluz; luego se separarían, sobre todo, por la admiración de Epstein hacia Abel Gance, que no compartía el aragonés.
El hundimiento de la casa Usher, la película más destacada de su filmografía, está inspirada en varios cuentos de Edgar Allan Poe, incluyendo el que lleva ese nombre o "El retrato oval". El ralentí impresionante de muchas escenas confiere al film una rara belleza. 
En Coeur fidèle, Epstein eligió rodar una sencilla historia de amor y violencia «para ganar la confianza de aquellos, aún numerosos, que creen que sólo el melodrama más bajo puede interesar al público», y también con la esperanza de crear «un melodrama tan desnudo de todas las convenciones que normalmente se atribuyen al género, tan sobrio, tan simple, que podría alcanzar la nobleza y la excelencia de la tragedia». Escribió el guion de esta película en una sola noche. Epstein había quedado muy impresionado por La Roue, que había acabado hacía poco Abel Gance, y precisamente en Coeur fidèle buscó aplicar sus técnicas de montaje rápido y rítmico, así como el uso innovador de primeros planos y superposición de imágenes. 
En los años 1920 estuvo influido por el mundo evocador del expresionismo alemán, pero también por las imágenes del cine soviético. Después encontró otro camino distinto al descubrir Bretaña. Se expresó, entonces, a través de documentales sobre islas como Finis Terrae (1929) filmado en Ouessant, Mor vran (El mar de los cuervos, en bretón) filmado en la isla de Sein, L'Or des mers filmado en Hoëdic, Le Tempestaire (El domador de tempestades) filmado en Belle-Île-en-Mer. Chanson d'Armor parece ser la primera película en lengua bretona de la historia. Las dos novelas que Epstein escribió también tienen lugar en las islas bretonas: L'Or des mers, en Ouessant, y Les Recteurs et la sirène, en Sein.

## Balance
Se le asocia a menudo con el cine impresionista francés, así como con la idea de 'photogénie', en el sentido creador que tiene la imagen. En todo caso, Epstein fue uno de los creadores del nuevo arte cinematográfico en una época en la que el cine estaba buscando formas nuevas. 
En su obra maestra, La Chute de la maison Usher (1928), Epstein hace una extraordinaria utilización del tiempo lento, de la poesía autónoma de las imágenes, que se detienen y se desdoblan, que crean su propio código expresivo. Es evidente que recibió la influencia de las vanguardias y el surrealismo, pero simultáneamente aportó al cine una libertad novedosa, que fue remodelada por Buñuel y otros cineastas. 
Representó Epstein, pues, el tipo de cineastas que son verdaderos creadores de imágenes de movimiento. Fue casi olvidado, y tras Artères de France (1939), solo llegó a hacer dos filmes más, recién concluida la Segunda Guerra Mundial; ésta supuso su decadencia, y apenas filmó nada desde ese momento hasta su muerte en 1953.
Pero las historias del cine en absoluto le habían olvidado. Tampoco los teóricos. Deleuze decía que él daba de lleno en el concepto de plano: "es un corte móvil, es decir, una perspectiva temporal o una modulación". Epstein, añadía, buscaba un cine "como arte propiamente visual", donde el movimiento puro se desprendía unas veces de objetos deformados, por abstracción progresiva, y otras de elementos geométricos en transformación". Demostró Epstein además que lo continuo y lo discontinuo nunca se oponían.

## Recuperación
En agosto de 2005, sus películas La Glace à trois faces (1927) y Le Tempestaire (El domador de tempestades) (1947) fueron restauradas y relanzadas en la colección de DVD Avant-Garde: Experimental Cinema of the 1920s and 1930s.
Desde 2011 se dispone ya de dos DVD subtitulados en español, editados por Versus, con El hundimiento de la casa Usher, El espejo de las tres caras y El domador de tempestades, entre otros documentos fundamentales para conocerlo.

## Teoría de la fotogenia
Fue el crítico francés Louis Delluc quien recuperó el término de fotogenia, inicialmente fotográfico, para designar el elemento a trabajar en el cinema (aquello que lo convierte en arte), como lo sería el color para la pintura o el volumen en el caso de la escultura. Según Delluc, la fotogenia designaba aquella característica que distanciaba el cinema del resto de manifestaciones artísticas. La técnica cinematográfica aleja el objeto fotografiado del objeto real otorgándole una percepción diferente. De esta manera, y gracias estrictamente al cinema, el espectador era capaz de acceder a todo un mundo de sugerencias que iban más allá de la simple representación.
La fotogenia, utilizada con un carácter de valor estético, se entiende como la vertiente poética de los objetos y las personas que, a través del lenguaje cinematográfico, se transforman y adquieren una nueva expresividad, una nueva belleza y, por consecuente, una nueva sensibilidad. En otras palabras, se entiende como la voluntad de encontrar los elementos puros del cinema (la esencia) que consiguen captar diversas características de una persona u objeto que no podríamos ver sin el propio cinema.
Seis años más tarde, Epstein recupera este concepto definiéndolo como "cualquier aspecto de las cosas, de los seres, de las almas que aumenta su calidad moral a través de la reproducción cinematográfica". En otras palabras, ya no limita el concepto de la fotogenia simplemente a lo que sugieren las imágenes en movimiento, sino que afirma que el cine posee la capacidad de acentuar las cualidades de los objetos y las cosas, hasta el punto de dotarlos de una nueva existencia. Epstein creía que la fotogenia apelaba a una vocación fantástica de los rostros filmados y que el hecho de filmarlos de cerca era equivalente a mostrar el alma humana. Según él, el cine tiene también el poder de transformar los rostros y de sorprender al espectador enseñando una realidad casi imposible de comprender.
Epstein teoriza sobre la dificultad de precisar esta característica y considera la movilidad   el atributo primordial del cine. El sentido del cinema para él será "perseguir una movilidad profunda y universal, y comprender sus armonías y hacer que fructifiquen en una construcción poética o dramática". Después de este análisis tan teórico, explicitará características más concretas. El movimiento espacial se debe mostrar por el objeto, la luz, el aparato y movimientos sobreentendidos: oposiciones de acercamiento y alejamiento, amplificación y reducción, inclinación... Se debía dotar de movimientos variados a las diversas secuencias.

Es importante entender que a lo largo de su obra, la palabra fotogenia adopta un significado amplio y mutable. Hoy en día, este término ya no se reduce solo a describir una función estética, sino que también se le otorga una dimensión histórica. La fotogenia deja de ser un valor exclusivo de las teorías clásicas, convirtiéndose en una fórmula visual capaz de articular o contener la historia que nos narran las imágenes.
“Deviene un término operativo que nos permite integrar el pasado y seguir pensando el cine en adelante."

## Filmografía
- Pasteur (1922)
- Les Vendanges (1922)
- La Montagne infidèle (1923)
- Coeur fidèle (1923)
- La Belle nivernaise (1923)
- L'Auberge rouge (1923)
- Le Lion des Mogols (1924), en España, El león de Mongolia
(con Iván Mozzhujin)
- La Goutte de sang (1924), en España, La Gota de sangre
- L'Affiche (1924)
- Les Aventures de Robert Macaire (1925)
- Mauprat (1926)
- Au pays de G. Sand (1926)
- Le Double amour (1926)
- Six et demi onze (1927)
- La Glace à trois faces (1927), en España, El espejo de las tres caras
- La Chute de la maison Usher (1928), El hundimiento de la casa Usher
- Finis terrae (1929)
- Sa tête (1929)
- Le Pas de la mule (1930)
- Notre-Dame de Paris (1931)
- Mor vran (1931)
- L'Or des mers (1932)
- L'Homme à l'hispano (1933)
- La Châtelaine du Liban (1934)
- Chanson d'armor (1934)
- La Vie d'un grand journal (1934)
- Cuor di vagabondo (1936)
- La Bourgogne (1936)
- La Bretagne (1936)
- Vive la vie (1937)
- La Femme du bout du monde (1937)
- Les Bâtisseurs (1938)
- Eau vive (1938)
- La Relève (1938)
- Artères de France (1939)
- Le Tempestaire (1947), El domador de tempestades
- Les Feux de la mer (1948)